# Sueddie Agema
Su'eddie Vershima Agema est un poète, éditeur et administrateur littéraire nigérian. Il est également promoteur de la culture. Auteur de deux recueils de poésie, Bring our Casket Home: Tales one Shouldn't Tell, et Home Equals Holes: Tale of an Exile, un recueil de nouvelles, The Bottom of Another Tale et le prix NLNG Nigeria de littérature 2022 nommé livre présélectionné - Memory and the Call of Water,.
Agema est un ancien président de l' Association des auteurs nigérians (ANA), un chapitre de l'État de Benue ainsi que membre du conseil du National Teen Authorship Scheme.

## Biographie

### Enfance
ll déclare : "J'ai été exposé à la littérature dès mon plus jeune âge par un père qui a maintenu la tradition des contes au clair de lune, avec des rôles d'acteurs, des histoires locales et des chansons culturelles. Ma mère achetait également les meilleurs titres littéraires africains, de Chinua Achebe à tous les écrivains célèbres de la maison Heinemann".

### Éducation
Les premières études d'Agema se sont déroulées entre Abuja et l'État de Benue, aboutissant à un baccalauréat en anglais à l'Université d'État de Benue, à Makurdi et à une maîtrise en études du développement (géographie) de la même université. Entre 2018 et 2019, grâce à la très convoitée bourse Chevening administrée par le ministère britannique des affaires étrangères et du Commonwealth, il a obtenu un deuxième master, cette fois en éducation internationale et développement, à l'université du Sussex, à Falmer, Brighton, au Royaume-Uni. Pendant son séjour, il a été président des représentants des étudiants de l'école d'éducation et de travail social et président fondateur de la Société des écrivains africains. Au cours de cette période, il a également participé à des ateliers et à des séminaires, notamment avec des personnalités comme Kwame Dawes et Nick Makoha.
Parmi les enseignants et les personnalités de premier plan qu'Agema a reconnus comme ayant joué un rôle essentiel dans son parcours d'apprentissage et ses influences en matière d'écriture, on retrouve Maria Ajima, Moses Tsenongu, Andrew Aba, Hyginus Ekwuazi, Mairead Dunne, Sean Higgins, sa femme, Agatha, Daisy Odey, TJ Benson, Romeo Oriogun, Carlos Ruiz Zafón, Chimamanda Ngozi Adichie, Helon Habila, Chuma Nwokolo, Sam Ogabidu ainsi que ses frères, Gabriel Agema, Taver et Sever Ayede.

### Carrière professionnelle

#### Livres et écriture
Le premier livre d'Agema, Bring our casket home: Tales one should not tell a été publié en 2012.
En 2014, il publie le recueil de poésie, Home Equals Holes et The Bottom of Another Tale, dont les couvertures ont été réalisées par son ami et collaborateur, l'écrivain fantastique Eugene Odogwu.
En 2019, il a publié son livre pour enfants, Once Upon a Village Tale, qui est basé sur des contes populaires africains imaginés rappelant la tradition africaine de narration. Le livre a été sélectionné pour le Prix des enfants de l'Association des auteurs nigérians 2018 Agema a un recueil de nouvelles en cours de rédaction, Tales of the Abroad by a Confam Africana, et un recueil de poèmes. Ses écrits sont imprégnés de sa culture, ce dont il a souvent parlé.

#### Administrateur littéraire
Agema est activement impliqué dans l'administration littéraire à différents niveaux depuis 2008, date à laquelle il est devenu le secrétaire financier de l'Association des auteurs nigérians (chapitre de l'État de Benue). Il a gravi les échelons au sein de la section et en est devenu le président en 2014. Il a également occupé différentes fonctions au sein des sections nationales et d'État de l'association, devenant membre du conseil du National Teen Authorship scheme, membre de la convention nationale qui s'est tenue à Makurdi, dans l'État de Benue, sous la présidence de Charles Iornumbe, parmi d'autres.
En 2013, Agema fonde la SEVHAGE Literary and Development Initiative, une organisation caritative enregistrée qui continue à promouvoir la littérature, la lecture et d'autres initiatives de développement. En 2015, Agema a organisé le premier festival SEVHAGE à Makurdi, auquel ont participé des écrivains tels que Romeo Oriogun, T. J. Benson, Innocence Silas Sharamang, Celina Kile et Amu Nnadi.
En juillet 2020, Agema convoque et organise le Festival du livre et des arts de Benue (BBAAF), une convention littéraire nationale qui a réuni plusieurs centaines d'écrivains célèbres, de passionnés de littérature et d'agents de développement à Makurdi, dans l'État de Benue, au Nigeria. Parmi les invités figuraient Servio Gbadamosi, Ahmed Maiwada, Chiedu Ezeana, Isaac Attah Ogezi, Chinua Ezenwa-Ohaeto, Bash Amuneni, TJ Benson, Innocence Silas Sharamang, Daisy Odey, Bizuum Yadok, Amara Chimeka, Alexander Ochogwu, Sam Ogabidu, Paul Ugah, Tersser Sam Baki, Charles Iornumbe, Paul Liam, Umar Yogiza Jnr, Maik Orsterga, Mme. Beatrice Shomkegh, David Onotu, Helen Teghtegh, Iorliam Shija, Mme Rosemary Hua, Felicity Jila et Mimi Werna. La première dame de l'État de Benue, le Dr Eunice Ortom, ainsi que des commissaires, hauts responsables politiques de l'État de Benue, parmi plusieurs autres, y ont également assisté.
Le festival a eu lieu en collaboration avec la Fondation Eunice Spring of Life, l'association caritative de la Première Dame de l'État de Benue, le Dr Eunice Ortom, dont la responsable des programmes, Tine Agernor, est une collaboratrice de longue date d'Agema. Parmi les autres collaborateurs du projet figuraient l'Université du Sussex, l'Initiative de réduction des risques liés au genre et à l'environnement, Arojah Concept, la Fondation MacArthur et la Fondation Adinya Arise, entre autres. Les discours liminaires ont été prononcés par le professeur Moses Tsenongu et l'icône littéraire Chuma Nwokolo. L'équipe du festival comprenait Otene Ogwuche en tant que codirectrice du festival, l'épouse d'Agatha, le Dr Agatha Agema, Jennifer et Nathaniel Aduro, Andrea Vanen Kwen, Oko Owoicho, Torkwase Igbana, Luper Aluga, Anointing Biachi, Debbie Iorliam, Ephraim Chirgba, Carl Terver, et Iveren Ayede.
L'édition 2020 du Festival du livre et des arts de Benue s'est tenue à Makurdi, dans l'État de Benue, en décembre 2020, sur le thème de la violence sexuelle et sexiste et d'autres violences. L'édition 2021 s'est concentrée sur "Bridges Beyond Borders: Arts Beyond the Conventional" et s'est tenue à l'Université d'État de Benue. 2022 a vu la résurgence du festival avec plusieurs célébrations d'une semaine avec trois discours liminaires des professeurs Dul Johnson, Hyginus Ekwuazi et Sule Egya, des panels mondiaux, du théâtre, des concours d'écoles secondaires et un concours de slam parlé qui a finalement été remporté par Hafsat Abdullahi,.
Le SEVHAGE d'Agema, en collaboration avec des organisations comme Konya Shamsrumi, a inauguré la série In Conversations à Abuja et a jusqu'à présent présenté les écrivains célèbres Chuma Nwokolo et le poète vénéré Niyi Osundare.

#### Agent de développement et chercheur
Agema a été nommé Black History Month Project Curator pour le Students Union de l'Université de Sussex, Falmer, Royaume-Uni, poste qu'il a occupé de 2019 à 2020,. À ce poste, il organise des programmes inclusifs, embrassants et axés sur les étudiants. Certains des événements comprenaient des interactions avec d'autres anciens élèves de Chevening / Sussex et le ministre du commerce du Botswana, Bogolo Kenewendo, une projection de documentaire avec Pravini Baboeram présidée par le professeur Gurminder K. Bhambra, et une projection de film de MANDELA: A LONG WALK TO FREEDOM mettant en vedette le scénariste du film, auteur primé, William Nicholson, entre autres.
Il est actuellement directeur général/éditeur principal chez SEVHAGE Publishers et chef d'équipe/chercheur principal chez SEVHAGE Literary and Development Initiative. Il est associé à la School of Education and Social Works, University of Sussex, Brighton, Royaume-Uni.
Agema a également travaillé sur différents projets avec des organisations de développement et littéraires à différents titres. Il est resté membre de Sussex Writes, un groupe d'écrivains / étudiants domicilié à l'Université de Sussex et dirigé par le Dr Emma Newport. À ce titre, il a participé à des campagnes littéraires dans différentes écoles de Brighton et des environs aux côtés de collègues telles que Jennifer Emelife et Monica Agnes Sylvia

## Prix
En plus d'autres réalisations littéraires et récompenses, Agema a deux recueils de poésie publiés connus, Home Equals Holes: Tale of an Exile (Coint Winner, Association of Nigerian Authors Prize for Poetry 2014 et nommé, Wole Soyinka Prize for Literature 2018,, et Bring our casket home: Tales one shouldn't tell (Longlisted for the Association of Nigerian Authors Prize for Poetry 2012). En 2019, le livre pour enfants d'Agema, Once Upon a Village Tale, a été sélectionné pour le prix de littérature pour enfants de l'Association des auteurs nigérians.
Son recueil de nouvelles, The Bottom of another Tale, a été sélectionné pour le prix Association of Nigerian Authors Prize for Prose 2014 et le prix Abubakar Gimba for Short Stories 2015. Agema a reçu le Mandela Day Short Story Prize en 2016 avec son histoire, « Washing the Earth », tandis que son poème, « Tales one should not tell always », a été présélectionné pour le Saraba/PEN Nigeria Poetry Prize 2013. La collection de nouvelles en cours d'Agema, Tales of the Abroad by a Confam Africana, a été présélectionnée pour l'Association des auteurs nigérians / Prix Abubakar Gimba pour les nouvelles 2019,.
Agema figure chaque année dans le Top 50 des poètes contemporains d'EGC qui ont secoué le Nigeria depuis 2013. Il figurait notamment parmi les 100 écrivains nigérians les plus influents de moins de 40 ans du Nigerian Writers Award (2017 et 2018). Il a également été sur la liste longue (finale 11),, et a été finaliste du prix NLNG Nigeria de littérature 2022,,. Son livre, Memory and the Call of Water a également remporté le prix de poésie 2022 de l' Association des auteurs nigérians, tandis qu'un recueil de nouvelles en cours inédit A Maze of Fading Touches a été le premier finaliste du prix ANA / Abubakar Gimba 2022 pour les nouvelles.